# Comanche (Bolivia)
Comanche è un comune (municipio in spagnolo) della Bolivia nella provincia di Pacajes (dipartimento di La Paz) con 3.490 abitanti (dato 2010).

## Cantoni
Il comune è suddiviso in 4 cantoni (popolazione al 2001):
- Comanche - 2.497 abitanti
- General José Ballivián - 281 abitanti
- Rosas Pata Tuli - 232 abitanti
- Tocopilla Cantuyo - 852 abitanti